# 協会系酵母
協会系酵母とは、日本醸造協会で頒布している日本酒、焼酎およびワインの酵母菌のことである。ブランド名はひらがなできょうかい酵母と書く。協会系酵母はアンプル（ガラス容器）、スラント（斜面培養株：試験管に寒天培地を分注し、斜面にした寒天培地上で培養したもの）または乾燥酵母の形で頒布される。

## 乾燥酵母
乾燥酵母とは、酵母を生きたまま乾燥・休眠させて固体状にしたものであり、保管性に優れる。温水・蒸米・麹米にこれを加えるだけでアルコール発酵を開始できるため、前培養工程が不要になると言うメリットがある。醸造特性は従来の酵母と変わらない。日本の清酒醸造や焼酎モロミ醸造では、まだまだ普及率が低いが、欧米および豪州のワイン醸造では乾燥酵母は極めてポピュラーである。豪州のMAURI社は13種類のワイン用乾燥酵母および清酒用乾燥酵母を販売しており、日本でも入手可能。多くの醸造メーカーは俗に蔵付酵母と呼ばれる自社（開発）酵母を保有し使用しているが、その酵母の乾燥化受託業務をシンワフーズケミカル社で行っている。

## 日本酒の協会系酵母
発酵のときに泡をたてる「泡あり酵母」と、泡の少ない「泡なし酵母」に大別される。単に協会酵母ともいい、「協会」の頭文字をとって「K n号酵母」と表されることも多いが、その由来などから多くの通称や別称を持つものもある。英語名はSake yeast kyokai No.nのように表される。なお、きょうかいと平仮名で表記する場合がある。特に、協会6,7号酵母は、それまでの短期・高温・粗白米の醸造技法から、長期・低温・高精白な醸造技法への転換期に出現したもので、新たな醸造技法の尖兵的役割を果たしたとされている。

### 泡あり酵母
ビールやスパークリングワインがわかりやすい例であるように、通常のアルコール発酵は進むときに二酸化炭素を生成する。これが「泡」となる。
古来から蔵人たちは醪（もろみ）からあがってくる泡のきめが筋泡→水泡→岩泡→高泡→落泡→大玉泡→中玉泡→小玉泡→地と変化するのを見て、発酵の進捗状態を見極めた（詳しくは「醪（もろみ）造り」を参照のこと）。発酵が盛んなときは、発生する泡のために酒が仕込み樽からこぼれ出て無駄になるので、泡守り（あわもり）といって夜通し泡を見張り、泡が多くなってきたらそれを掬いだしたり消したりする役割の者を置かなくてはならなかった。微生物学的に見ると、泡あり酵母は細胞壁が撥水性であることを特徴とする。
株としては以下のようなものがある。

#### 協会1-5号
1901年、明治政府が国立醸造試験所を開設してから1920年代までに分離された。現在では日本醸造協会から頒布されておらず、あまり実用されていない。明治時代末期から大正時代にかけて、当時の水準で設備が「近代的」であった酒蔵で日本酒を醸造するのに主流を占めていたこれらの酵母は、現在使われている清酒酵母とは、遺伝子的に系統が違うことが明らかになってきている。

##### 協会1号
1906年（明治39年）、各地の酒造場から収集した60余株のうち、江戸時代後期の宮水の発見で知られる兵庫県灘の山邑太左衛門（やまむらたざえもん）の『櫻正宗』から分離された。当時にしては低温に属する摂氏20度で最適醗酵し、濃醇な酒を醸した強健な酵母であった。大正5年まで甲種の瓶詰清酒酵母として、1917年（大正6年）より1935年（昭和10年）まで第1号酵母として、日本醸造協会から頒布された。

##### 協会2号
明治末年（1908年-1911年ごろ）、京都伏見の『月桂冠』の新酒から分離された。食い切りがよく濃醇な酒を醸した。「良い酒は良い酵母から」というのがキャッチフレーズであった。形態は小さな真円形の細胞で、顕微鏡で見るだけで他の酵母と区別することができる（他の酵母は、楕円形または卵円形をしている）。 1917年（大正6年）より1939年（昭和14年）まで第2号酵母として日本醸造協会から頒布された。

##### 協会3号
1914年（大正3年）、広島県三原の『醉心』の新酒から分離された。酒質の優秀さで評価が高かった。第3号酵母として日本醸造協会から頒布されたが、1931年（昭和6年）ごろ保存中に変性したとして使用中止になった。

##### 協会4号
1924年（大正13年）、広島県下の酒造場（詳細不明）で分離された。香気がよく、醪の経過の良好さで評価が高かった。第4号酵母として日本醸造協会から頒布されたが、協会3号と同じく、1931年（昭和6年）ごろ保存中に変性したとして使用中止になった。

##### 協会5号
1923年（大正12年）ごろ広島県西条（現 東広島市）の『賀茂鶴』の酒母または新酒から分離された。果実様の芳香（のちにいう吟醸香）で評価が高かった。形態は長楕円形の細胞が多く、他の酵母との区別が比較的容易である。1925年（大正14年）より1936年（昭和11年）まで第5号酵母として日本醸造協会から頒布された。

#### 協会6号
通称「K6号酵母」「新政酵母」。10℃から12℃でも強い発酵力を維持する。酒の仕上がりは穏やかな香りで、淡麗にしてソフトな酒質に適する。後述の協会7号（K7号）酵母より酸は弱いが、味は深みが出るとされる。糊精子の大きい環境下でも増殖が阻害されないので生もと系に適している。また「呼吸能が強い」「醗酵能が比較的弱い」「皮膜形成が強い」といった上面酵母的な性質を持っている。
1930年（昭和5年）に秋田市の『新政』（あらまさ）の醪から分離された。代々の当主が佐藤卯兵衛を名乗る『新政』は、昭和2年・3年に全国新酒鑑評会（醸造試験場主催）で最上位グループに入賞し、また1928年（昭和3年）、同5年、同7年と3回連続で全国清酒品評会（日本醸造協会主催、隔年開催）で優等賞を獲得するなどして、この酵母の優秀さを立証した。昭和10年より現在まで第6号酵母として日本醸造協会から頒布されている。日中戦争が本格化して以降の戦時下、戦費調達のため酒税収入の確保を重視する政府は、全国の酒蔵に協会6号を使うよう指導した。現在も使われている酵母としては最古のもので、90年近くも安定して優秀な性質を維持している稀有な酵母である。また、この酵母を用いた秋田流低温長期醗酵は、のちの吟醸造りの原型となった。

#### 協会7号
通称「K7号酵母」「真澄酵母」。発酵力が強くオレンジのような華やかな香りを出す。また、呼吸能が比較的弱い・醗酵能が強い・皮膜形成がやや弱いといった下面酵母的な性質を持っている。吟醸香の強さは協会9号ほどではないが、吟醸酒の発展に大きな役割を果たした酵母である。吟醸酒から普通酒まで幅広く適するとされる。近代酒質の基調とも呼ばれ、これから派生した「7号系酵母」も多く存在し、遺伝子鑑定をしたときに同種と識別される酵母群を「K-7グループ」と呼ぶ。
1946年（昭和21年）に長野県諏訪の『真澄』の醪から分離された。その年度から現在まで第7号として日本醸造協会から頒布されている。真澄は昭和18年の全国新酒鑑評会で第1位になり、昭和21年には春の全国新酒鑑評会と秋の全国清酒品評会の両方で1位から3位までを独占し、以後全国の酒造場で使われるようになった。当時、戦後の食糧難から鑑評会への出品酒は精米歩合70%以上との規制がかけられたが、その精米歩合帯で活躍したのがこの酵母であった。（参照：日本酒の歴史 昭和時代中期）
協会7号は現在、清酒製造現場の過半数で使用されている清酒用酵母で、醗酵力が強いため次第に普通酒に使用されるようになり、現在では吟醸仕込みには使われなくなってきた。なお、協会7号酵母を用いた吟醸酒造りを確立した『真澄』の窪田千里杜氏は、「分離後は香りが低くなった」ともらしていたという。

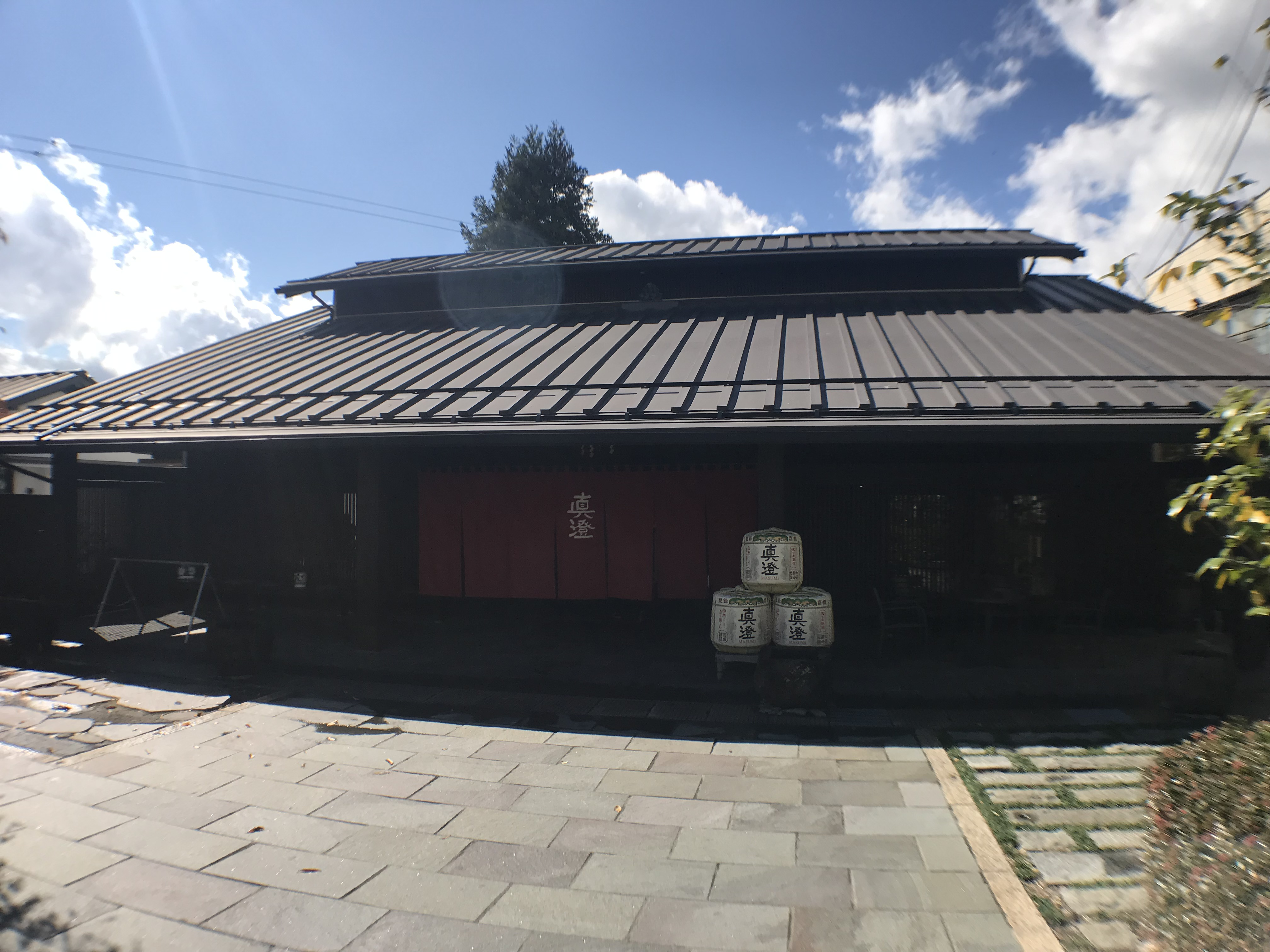
『真澄』を醸造する宮坂醸造（株）

#### 協会8号
通称「K8号酵母」。1960年（昭和35年）日本醸造協会によって分離された協会6号の変異株、糖の食い切りやアルコールの生成が遅い。やや高温性で、酸多く濃醇酒向きとされた。淡麗辛口ブームが始まったころ、1978年（昭和53年）に時代の流れに合わないということで頒布中止となり、標本のような形で日本醸造協会に眠っていたが、2003年（平成15年）ごろから少数の酒蔵が実用を復活させている。

#### 協会9号
通称「K9号酵母」「熊本酵母」「香露酵母」。酸は少なく香気が高いので吟醸酒に向いている。吟醸酒の発展に大きな役割を果たした酵母で、1990年代半ばまで鑑評会出品酒にもっとも使われていた。今日でも吟醸酒の多くに用いられている。協会6号・7号酵母と同様に低温でよく醗酵するが、温暖地の吟醸造りに向いた前急短期醗酵型の醪になりやすい。「K-7グループ」に属する。1953年（昭和28年）ごろ、のちに「お酒の神様」と称された野白金一によって、『香露』の醸造元である(株)熊本県酒造研究所の保存酵母から分離された。鳥取県工業試験場の技官であった上原浩によれば、もともとは岐阜県の『菊川』の蔵で生まれた酵母であるという。日本醸造協会とは別に、熊本県酒造研究所でも協会9号酵母と同系の酵母の保存・培養を続けており、そのなかから熊本1号(KA-1)熊本4号(KA-4)など数種の変異株を頒布している。このほかにも、協会9号酵母から派生した多くの「9号系酵母」が存在する。

#### 協会10号
通称「K10号酵母」「小川酵母」「明利小川酵母」。それまでのどの酵母よりも酸（特にリンゴ酸）が少ないこと、高い吟醸香を出すことが特徴である。香りが高いので吟醸酒に、また、酸が少ないため純米酒にも向いている。醪の経過は低温長期型で、アルコール耐性が弱いため扱いが難しい。「K-7グループ」に属する。
1952年（昭和27年）ごろ、茨城県水戸の『副将軍』醸造元である明利酒類にて分離された。1958年（昭和33年）ごろから茨城県食品試験場と明利酒類が「明利小川酵母」として製造販売している。また、1977年（昭和52年）より現在まで、日本醸造協会から第10号酵母として頒布されている。分離者の小川知可良は、仙台国税局鑑定官室長に在任中に東北6県の酒造場から数百種の醪を収集し、その中から、退官後に技師長として入社した明利酒類にて、この酵母の純粋分離と培養を行った。この酵母の発祥蔵がどこなのかは記録に残されていないが、青森県の『八鶴』（八戸酒類株式会社 八鶴工場）と『菊駒』（八戸酒類株式会社 菊駒工場）が有力視されているほか、『十四代』『朝日鷹』で知られる山形県高木酒造なども10号酵母発祥を主張している。

#### 協会11号
通称「K11号酵母」。1975年（昭和50年）日本醸造協会によって分離。協会7号の変異株で「アルコール耐性酵母」とも呼ばれる。アルコール耐性が強く、もろみが長期になっても切れが良いので、大辛口酒などのアルコール度の高い酒を造るのに向いている。アミノ酸が少なく、リンゴ酸が多い。

#### 協会12号
通称「K12号酵母」「浦霞酵母」「初代宮城酵母」など。「K-7グループ」に属する。1965年（昭和40年）宮城県酒造組合醸造試験所の佐藤和夫らにより、同県『浦霞』吟醸醪から分離。低温長期型醪となり、山廃にも適し、芳香の高い吟醸酒向き。特有の吟醸香を醸し出すが、極度に水と造りを選ぶので一般的とはいえない。協会系酵母としては1995年（平成7年）まで頒布された。

#### 協会13号
通称「K13号酵母」。1979年（昭和54年）国税庁醸造試験場にて分離。良いキレと高い芳香を特徴とする。「K-7グループ」に属する。1985年（昭和60年）9号と10号を交配させたハプロイド種として流通。のち頒布中止。

#### 協会14号
通称「K14号酵母」「金沢酵母」など。生成される酸が少ないために綺麗な味の仕上がりとなる。低温中期型もろみの経過をとり、吟醸酒本来の香りを生むのに適する。特定名称清酒に多く用いられる。1996年（平成8年）に、金沢国税局鑑定官室にて分離。泡なし酵母の協会1401号をはじめとして派生酵母も多く存在する。「K-7グループ」に属する。

#### 協会15号
1996年（平成8年）、それまで秋田県の「AK-1酵母」として使用されてきたものを協会酵母として登録した。アルプス酵母などと同様に上立香の華やかな酒を造るのに向いている。

#### 尿素非生産性泡あり酵母
「KArg7号」「KArg9号」「KArg10号」など。それぞれK7号、K9号、K10号の派生酵母だが、尿素を生成しないことを特徴とする。

##### KArg9号
日本醸造協会が輸出用清酒向き酵母として開発した。協会9号の変異株で、酒質に影響を与える尿素を生産しないのが特徴。

### 泡なし酵母
昭和時代に島根県の酒蔵（簸上清酒合名会社）で発見・選抜された、突然変異により発酵時に泡を出さない酵母の株。泡あり酵母では、泡と共に酵母が上部液面まで運ばれるが、泡なし酵母では液中に存在するため、発酵力は強くなる。こうした酵母で酒を仕込めば泡守り（あわもり）が不要であるなど利点も多いので、これ以後は泡なし酵母の研究が進み、従来の泡あり酵母のなかで優良な泡なし株が選抜されていった。微生物学的には泡なし酵母は細胞壁が親水性であるのが特徴。現在は協会系酵母として頒布されているものの70%近くは泡なし酵母である。なお、柔らかい蒸し米を使用して、デキストリン／グルコース比(D/G比)が高くなると、泡なし酵母であっても泡を生じる と報告されている。
株としては以下のようなものがある。

#### 協会601号
性質は協会6号と同じだが、醪で高泡を出さない酵母。

#### 協会701号
性質は協会7号と同じだが、醪で高泡を出さない酵母。

#### 協会901号
性質は協会9号と同じだが、醪で高泡を出さない酵母。

#### 協会1001号
性質は協会10号と同じだが、醪で高泡を出さない酵母。

#### 協会1401号
性質は協会14号と同じだが、醪で高泡を出さない酵母。

#### 協会1501号
通称「K15号酵母」「秋田酵母」「秋田流酵母」「花酵母AK-1」など。従来の酵母とは異なり、最近のバイオテクノロジーの成果でもあるカプロン酸エチルの非常に高い芳香を出す酵母。低温長期型もろみ経過をとり、酸が少なく、吟醸香の高い特定名称清酒に適する。「K-7グループ」に属する。詳しくは「秋田酵母」参照。

#### 協会1601号
協会7号と協会1001号の交雑選抜株で、通称「K16号酵母」「少酸性酵母」「旧No.86酵母」など。酸度が少なく、カプロン酸エチル高生産性で、純米酒や吟醸酒に適する。

#### 協会1701号
通称「K17号酵母」「高エステル生成酵母」など。発酵力が強く、酸度はK7号酵母と同程度とされ、酢酸イソアミル及びカプロン酸エチル高生産性であり、純米酒、吟醸酒、低濃度酒に適するとされ、また吟醸香の高い酵母の芳香をおさえるブレンド用にも用いられる。

#### 協会1801号
協会1601号と協会9号の交雑により作出選抜した酵母の株。エステル高生産性酵母とイソアミルアルコールの低減化による香味の改善を図り、かつ酸及びアミノ酸生産性の少ない酵母。

#### 28番酵母
7号系のリンゴ酸高生産性多酸酵母。酸度が高いがコハク酸は少なく、リンゴ酸が全部の有機酸の80%をしめる。発酵力が強く華やかな香り。多酸酒、増醸酒、貴醸酒、長期熟成酒、低濃度酒に適する。

#### 77番酵母
リンゴ酸高生産性多酸酵母。酸度が高いがコハク酸は少なく、リンゴ酸が全部の有機酸の70%前後をしめる。カプロン酸エチル高生産性で多酸酒、増醸酒、貴醸酒、長期熟成酒、低濃度酒に適する。

#### 3 50番酵母
協会1701号と同様な高エステル生産性清酒酵母であるが、酸度がやや高めの清酒酵母。

#### 赤色清酒酵母
女性消費者層の開拓などを視野に入れて、甘口でアルコール度の低い、ソフトな当たり口のピンク色の濁り酒などを造るために使用され始めた酵母で、醪で赤い色素を生成するのが特徴。
K10号酵母の派生である。突然変異によって原酵母から酵素ホスホリボシル-イミダゾールカルボキサミドシンテターゼが欠落したためにできた。その欠落のために、核酸の一つであるアデニンを自力で構成することができず、その結果5-アミノイミダゾールリボシドを蓄積してしまう。そのため酵母が自分で生成できないアデニンを、外部から栄養として与えられなくてはならない。こうした性質を栄養要求株といい、赤色酵母の場合は「アデニン要求株」と表現する。また5-アミノイミダゾールリボシドが蓄積され重合していくとポリリボシルアミノイミダゾールとなり、これが赤色素となる。
このような突然変異によって日本酒が赤くなったり桃色になったりすることは、微生物学が導入される明治以前の日本でも、酒造りの現場ではしばしば見られた現象であることが古文書などに散見され、古くは「猩々もろみ」などと呼ばれて不思議がられたり、奇怪な現象として騒がれたようである。

#### 尿素非生産性泡なし酵母
「KArg701号」「KArg901号」「KArg1001号」など。それぞれK701号、K901号、K1001号の派生酵母だが、尿素を生成しないことを特徴とする。

##### KArg-901号
日本醸造協会が輸出用清酒向き酵母として開発した。協会9号の変異株で、酒質に影響を与える尿素を生産しないのが特徴。

#### KArg1901号
協会1801号の尿素非生産株。発がん性がある可能性があるカルバミン酸エチルを生産せずに、優良な酒質を維持するために開発。

## 焼酎の協会系酵母
アンプルまたは乾燥酵母で頒布されている。清酒用酵母が「K n号酵母」と表されるのに対して、焼酎用酵母は「Sーn号」と表される。

### 焼酎用1号
現在、頒布されていない。

### 焼酎用2号
米焼酎・芋焼酎もろみから分離した多数の酵母の中から、最も増殖が旺盛で発酵速度が速いものとして分離された。他の酵母よりも高温に強く、アルコール収得量が多い。以前は「SH-4株」と呼ばれていた。

### 焼酎用3号
焼酎用麦麹より分離した酵母。高温耐性、クエン酸耐性を持ち、特に麦焼酎の醸造に適する。

### 焼酎用4号
焼酎用2号と清酒用酵母のK1601号の交雑株。カプロン酸エチルの生成量が焼酎用2号比べて2〜8倍多い。

## ワインの協会系酵母
すべてアンプルで頒布される。

### ブドウ酒用きょうかい1号
亜硫酸耐性が強く果もろみの発酵が早い。揮発酸生成量が少ない。

### ブドウ酒用きょうかい2号
現在、頒布されていない。

### ブドウ酒用きょうかい3号
低温発酵用。酒質は温和になる。

### ブドウ酒用きょうかい4号
山梨県を中心に約40年間に渡って使われてきた代表的なワイン酵母。低温発酵製で発酵速度が早い。各種エステル類の生成が多く、果実様芳香に富む。

### 協会系以外のワイン用乾燥酵母
豪州のMAURI社、仏のlalvin社などから多種類の乾燥酵母が市販されている。

### SauvignonL3
βリアーゼの働きにより、甲州など香りの少ない品種の非アロマ性成分をアロマに変換するため、近年山梨を中心に広まっている酵母。

### EP2
低温感受性酵母。18℃以下で発酵が停止するため、スウィートワイン製造に適している。

### PDM
発酵力が旺盛でもっともポピュラーな酵母のひとつ。アルコール耐性も強いため、瓶内発酵させるスパークリングワインにも向いている。

### AWRI R2
Australian Wine Research Institute管理による菌株のひとつ。低温での発酵に向き、フルーティなエステルを多く産出するのが特長。10-15℃の低温発酵に適する。